# Magyarország kerékpárút-hálózata

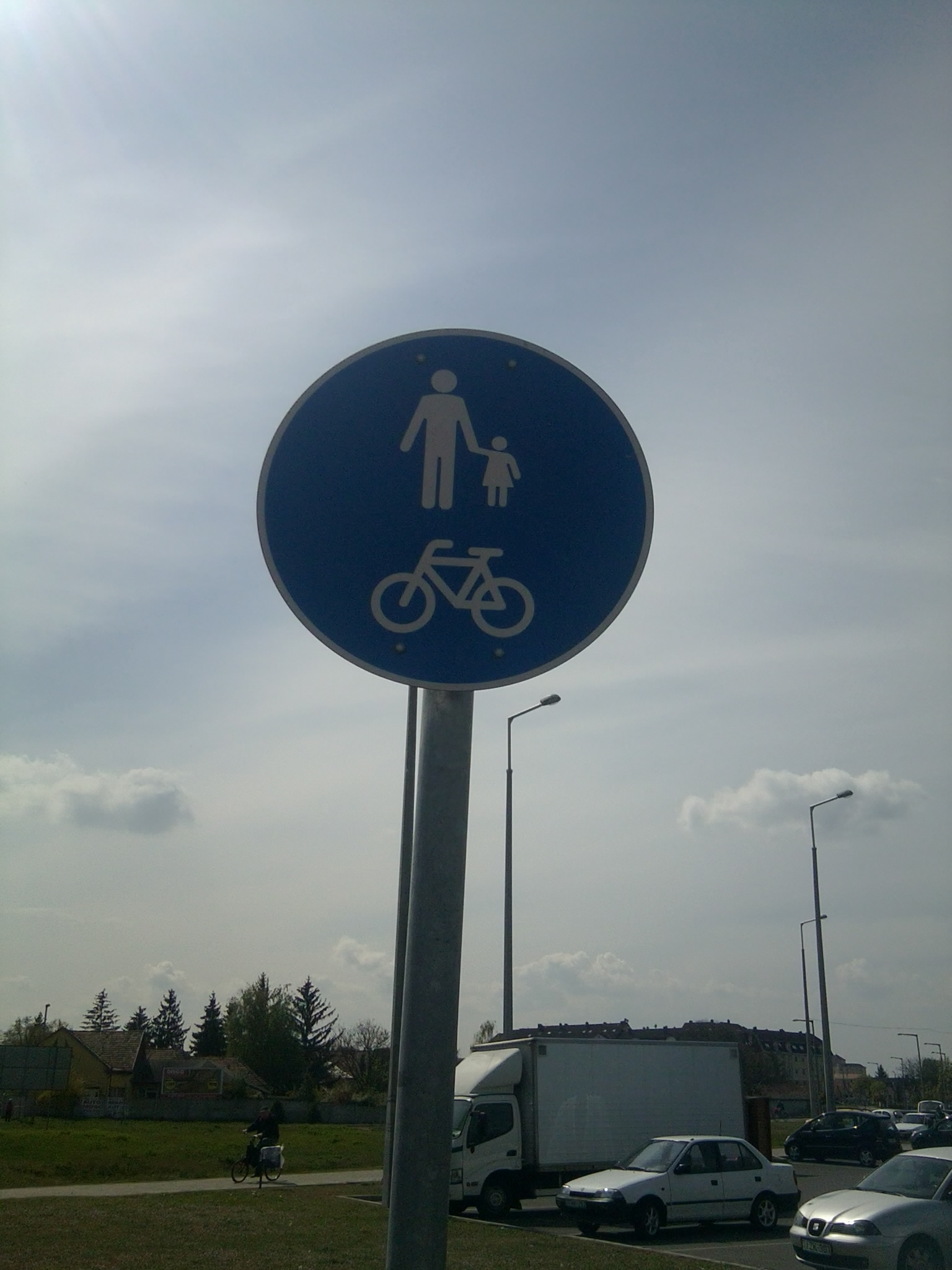
A gyalog- és kerékpárút jelölésére szolgáló közúti jelzőtábla Balassagyarmaton

Magyarország kerékpárút-hálózata az országban eddig épült és a jelenleg építés alatt álló bicikliutak többé-kevésbé összefüggő hálózatából áll. Nyugat-Európához viszonyítva hazánkban viszonylag rövid azon úthálózat hossza, melyet a kerékpárosok biztonságos körülmények között használhatnak. Napjainkban a Fertő-tó, a Balaton, Budapest és a Tisza-tó környéke az ország kerékpárút-hálózattal legsűrűbben behálózott vidékei. A korábbi évek során a különböző kerékpárút építési fejlesztések nem egységes, központi tervek alapján, hanem elsősorban a helyi igények kielégítése céljából épültek. A 2000-es évektől fogva azonban elsősorban a fentebb említett négy régióban, valamint több másik térségben (Sárospatak, az Által-ér mente, a Körösök vidéke stb.) egymáshoz szorosan kapcsolódó, egymásra épülő kerékpárút-építés kezdődött el.

## Nemzetközi kerékpárutak

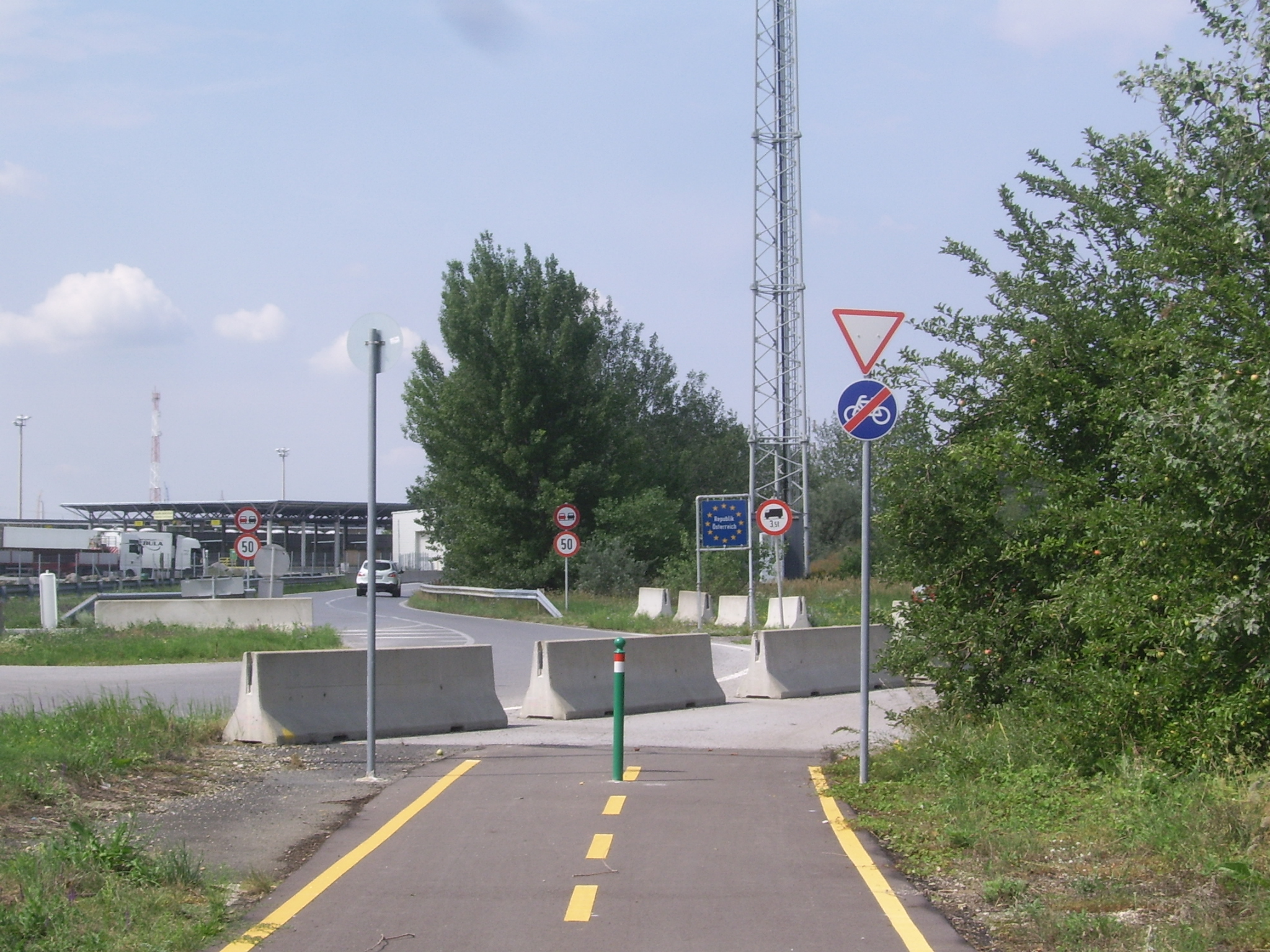
Hegyeshalom államhatár: az 1A kerékpárút végpontja

Magyarországon halad keresztül az EuroVelo kerékpárút hálózat EV 6-os számú nyugat-keleti irányú útvonala, amely az Atlanti-óceántól a Fekete-tengerig tartó Folyók elnevezésű útvonala, ami Nantes-ot és Konstancát köti össze 3653 km-nyi hosszú úton keresztül és az EV 11-es számú észak-déli irányú útvonala, amely a Kelet-Európai útvonal az Északi-fok és Athén közt húzódó 5964 km-es távolsággal.
Az EuroVelo hálózattal részben összefüggésben több helyen is az országhatárokon túlnyúló kerékpárút építések valósultak meg, valamint szerepelnek a jövőbeli tervek között, melyek Ausztriát, Szlovákiát, Ukrajnát, Romániát, Szerbiát, Horvátországot és Szlovéniát hivatottak összekapcsolni a magyar kerékpárút-hálózattal.

### Kerékpáros határátkelőhelyek
- Ausztria felé

Jánossomorja-Mosontarcsa
Zsira-Locsmánd
Várbalog (Albertkázmérpuszta) – Féltorony
Fertõrákos (Sopronpuszta) – Szentmargitbánya
Ágfalva – Lépesfalva
Sopron (Görbehalom) – Szikra
Sopron (Brennbergbánya, Ilona-akna) – Récény
Sopron (Brenbergbánya, Büdös-kút) – Sopronnyék
Harka – Sopronnyék
Sopronkövesd – Füles
- Szlovákia felé

Rajka – Dunacsún (szoborpark)
Rajka – Dunacsún (régi országút)

## A kerékpárutak típusai
Magyarországon a jelenleg érvényben lévő KRESZ jogszabályai alapján négyféle biciklis közlekedést elősegítő, részben, vagy egészben a kerékpáros forgalom számára kiépített, vagy útburkolati jellel és/vagy közúti táblákkal jelölt kerékpárút-típusokat különböztethetünk meg:
- -kerékpársáv, amely lehet nyitott, vagy zárt, melyet minden esetben felfestett, sárga színű útburkolati jelekkel jelölnek
- -kerékpárút, melyet jelzőtáblával kerékpárútként tüntetnek fel,
- -gyalog- és kerékpárút, melyet gyalog- és kerékpárútként jelölnek jelzőtáblával, illetve több helyütt külön útburkolati jelek felfestésével is.
- -kerékpáros nyom, amelyet az úttesten lévő sárga színű felfestéssel jelölnek.[3]

## A kerékpárutak építésének általános céljai
Kerékpárutakat jellemző módon az alábbi célok miatt építenek:
- Balesetmegelőzés és közlekedésbiztonság: A gépjárművektől saját, különválasztott útvonalon közlekedő kerékpárosok nagyobb biztonságban közlekedhetnek a forgalomtól távolabb, vagy az útburkolatra felfestett, a kerékpáros forgalomra a járművezetők figyelmét felhívó élénk sárga színű útburkolati jelekkel elválasztott részeken
- Turisztikai célok: A kerékpáros turizmus infrastruktúrájának fejlődésével együtt jár a kerékpárral közlekedő turisták forgalmának növekedése.
- Egészséges életszemlélet kialakítása: Minél több ember jár kerékpárral, annál több alkalommal látnak az emberek követendő példákat arra vonatkozóan, hogy lehetséges az egészséges életmód és közlekedés megvalósítása a mindennapokban és a hétvégéken egyaránt.
- Környezetvédelem: A kerékpározás nem igényeli energiahordozók elégetését, amely hozzájárul a tisztább levegőhöz és kíméli a környezetet.

## A kerékpárutak építéséhez kapcsolódó járulékos beruházások
A bicikliút-hálózat kiépítése számos közvetlenül, vagy közvetetten az útépítéshez kapcsolódó infrastrukturális beruházást és egyéb kapcsolódó feladatok elvégzését igényli. Ezek lehetnek:
- Régészeti feltárások a nyomvonal mentén,
- Csapadékvíz elvezetési és kezelési beruházások (ároképítés, -takarítás, hidak, átereszek megépítése),
- Árvízvédelmi beruházások, melyek során több helyen is a folyók mentén kiépített árvízvédelmi töltéseken vezet a kerékpárút (Tisza-tó, Körösök vidéke),
- Kerékpárkölcsönzők, kerékpár tárolók, kerékpáros pihenő- és szálláshelyek kiépítése
- Közlekedésfejlesztés csomópontok, átkelőhelyek kiépítése, lámpás kereszteződések kialakítása.

## Városi kerékpárúthálózatok
| Város neve  | Jelenleg meglévő kerékpárút-hálózat hossza | Jelenleg építés alatt álló kerékpárutak hossza | Tervezett útvonalak |
| Érd         | 3 km                                       | ---                                            | 6 km                |
| Győr        | 100 km (2020. augusztus)                   | ---                                            | ---                 |
| Lőrinci     | 8 km                                       | --                                             | --                  |
| Nyíregyháza | 51,2 km                                    | 7 km                                           | ----                |
| Pápa        | 11,5 km                                    | ---                                            | ---                 |
| Szolnok     | 26,5 km                                    | 9 km                                           | ----                |

## Vidéki kerékpárút-hálózatok
A Közép-Tisza-vidéki Vízügyi Igazgatóság területén a Kőtelek és Tiszasüly közt megépült 11,8 kilométeres szakasszal együtt 234 kilométerre nőtt a vízügyi igazgatóság területén a kerékpárútként is funkcionáló, burkolattal ellátott árvízvédelmi töltésszakaszok együttes hossza.
A tervezési fázisban jár a „A Zagyva folyó kerékpáros turisztikai fejlesztése a Salgótarján–Boldog települések közötti szakaszon”, amelynek Hatvan és Boldog közötti építése jelenleg is zajlik.
A Szolnokot Hatvannal összekötő, főleg a Zagyva folyó gátján megépülő 90 kilométeres kerékpárút tervezése és kivitelezése jelenleg is folyamatban van.
2018-ban már kerékpárút köti össze Baját Szegeddel.

## A kerékpáros úthálózat fejlődése
2010 és 2014 közt több, mint 530 kilométer kerékpárúttal bővült a hálózat az országban.
A magyarországi kerékpárút-hálózat 2014-ben mintegy 4000 kilométer, melyet 2020-ra 5300-6000 kilométeresre bővítik a tervek szerint a hatóságok.
2015-ben jelentette be a Nemzeti Fejlesztési Minisztérium (NFM), hogy 2020-ig 1000-1500 kilométernyi kerékpárút fog megépülni Magyarországon, amelynek hatására a 2014-es 19 százalékról 22 százalékra nőhet a kerékpáros közlekedést használók aránya.
A következő táblázat a magyarországi kerékpáros úthálózat múltbeli, jelenlegi és a már hivatalosan bejelentett jövőbeli fejlődését mutatja be időrendbe szedve.
| Elhelyezkedés                 | Pontos hely | Hossz                                                                         | Átadás dátuma                                                                     | Jegyzetek     | Beruházás értéke                                                       |
| Esztergom                     | Mária Valéria híd és a Palatinus-tó között | 7,2 km                                                                        | 2023.10.24.                                                                       | [ 18 ]        | 918 431 219 forint                                                     |
| Esztergom                     | A belváros és az ipari park között | 4 km                                                                          | 2020.08.28.                                                                       | [ 19 ]        | 120 000 000 forint                                                     |
| Etyek–Tarján                  | Etyek, Bicske és Tarján közt | 36,4 km                                                                       | 2017.10.28.                                                                       | [ 20 ] [ 21 ] | 1 260 000 000 forint                                                   |
| Demjén–Egerszalók             | Demjén és Egerszalók közt | 1,3 km                                                                        | 2015.12.24.                                                                       | [ 22 ]        | 147 millió forint                                                      |
| Békéscsaba                    | Kerékpárút. | 3 km                                                                          | 2015                                                                              | [ 23 ]        | -                                                                      |
| Teskánd–Bagod                 | A két település között vezető régi vasúti töltésen épül majd ki a kerékpárút. | 3,8 km                                                                        | 2015                                                                              | [ 23 ]        | -                                                                      |
| Debrecen                      | Kerékpárút. | 5 km                                                                          | 2015 vége                                                                         | [ 23 ]        | -                                                                      |
| Tata–Szomód–Dunaalmás         | Kül- és belterületi kerékpárúthálózat fejlesztése | 8,2 km                                                                        | 2015. október 1.                                                                  | [ 23 ] [ 24 ] | 400 millió forint                                                      |
| Kiskunfélegyháza              | Belterületi kerékpárút a Bercsényi utca- Mezőgazdasági bolt között | 1,2 km                                                                        | ----                                                                              | [ 25 ]        | 141 millió forint                                                      |
| Kecskemét–Városföld           | Kecskeméten a Búzakalász utcától indul, majd érinti az 54-es utat, ezután az 5-ös főút mentén ér el a városföldi bekötőútig, amellyel párhuzamosan ér be Városföldre | 9,3 km                                                                        | 2014. év vége                                                                     | [ 26 ]        | 480 millió forint                                                      |
| Tiszasüly–Kőtelek             | A Tisza árvízvédelmi töltésén, az EuroVelo 11. számú kerékpárút része. | 11,8 km                                                                       | 2014.12.21.                                                                       | [ 12 ]        | 680 millió forint                                                      |
| Törökszentmiklós              | Kossuth Lajos út, a Szolnoki úttól a Jókai útig új kerékpárút épül, a Jókai úttól a Vásárhelyi Pál útig tartó szakaszt pedig felújítják | 3,7 km kerékpárút és közös kerékpáros gyalogút épül                           | 2014.10.31.                                                                       | [ 27 ]        | 189 millió 104 ezer forint                                             |
| Kisvárda–Ajak                 | Külterületi és belterületi kerékpárút, helyenként gyalog- és kerékpárútként. | 4,4 km                                                                        | 2014.10.02.                                                                       | [ 28 ]        | 357 millió forint                                                      |
| Szolnok                       | Az eddig megépült belterületi kerékpárút szakaszok összekötése, új kerékpárút szakaszok kiépítése a Boldog Sándor István körúton, a Szapáry utcán a Baross utcától egészen a Tiszai Hajósok teréig, a Szántó körúton a Várkonyi tér és Kassai út közt.                                  | 9 km új kerékpárút építése, 4,7 km kerékpárút felújítása                      | 2014.08.15.                                                                       | [ 29 ]        | 490 millió 56 ezer forint                                              |
| Mátészalka–Kocsord            | Külterületi kerékpárút | 1,6 km                                                                        | Határidő: 2015.12.31.                                                             | [ 31 ]        | 320 millió forint                                                      |
| Berettyóújfalu                | Berettyóújfalu–Nagyvárad | 35 km (Magyarországon 21,2 km, Romániában 13,8 km)                            | 2014. június                                                                      | [ 32 ]        | 6,2 millió euró                                                        |
| Mórahalom                     | Külterületi kerékpárút, amely a nagyszéksósi kulcsosháztól indul, és az autópálya felüljárójáig tart. | 4,34 km                                                                       | 2014. május                                                                       | [ 33 ]        | ---                                                                    |
| Nyíregyháza                   | Korányi Frigyes utca-sóstói vasúti átjáró | --                                                                            | 2014.04.15.                                                                       | [ 34 ]        | ---                                                                    |
| Nyíregyháza                   | Tiszavasvári út | 1,2 km                                                                        | 2014.                                                                             | [ 8 ]         | ---                                                                    |
| Velencei-tó, déli part        | Velence (Magyarország) Resort & Spa és Gárdony Szigony utca közt | 12 km                                                                         | 2014.03.31.                                                                       | [ 35 ]        | 750 millió forint                                                      |
| Baja–Vaskút                   | A településeket összekötő külterületi kerékpárút | 8 km                                                                          | 2013.12.31.                                                                       | [ 36 ]        | 318 millió forint                                                      |
| Nyíregyháza                   | Törzs utca mellett | ----                                                                          | 2013. 12.21.                                                                      | [ 37 ]        | 485 millió forint össz fejlesztési összeg                              |
| Makó–Apátfalva                | Külterületi kerékpárút | 6,7 km                                                                        | 2013.12.13.                                                                       | [ 38 ]        | 320 millió 700 ezer forint                                             |
| Tatabánya–Vértesszőlős–Tata   | Tatabánya belváros, Vértesszőlős Valusek Dezső út (1-es főút mentén), Vértesszőlős külterület, Tata Fáklya utca | --                                                                            | 2013.11.29.                                                                       | [ 39 ]        | 479 486 050 forint                                                     |
| Orosháza                      | Külterületi kerékpárút a 474. számú főút Orosháza felőli részétől, a Székkutashoz tartozó kakasszéki gyógyintézet bekötőútjáig. | 3,645 km                                                                      | 2013.11.12.                                                                       | [ 40 ]        | 228 millió forint                                                      |
| Sopron                        | A 84-es főút (Magyarország) mentén, Sopron-Hubertusz út – Major köz (Ikvahíd utca) – Szent Mihály utca között – Virágvölgy és az országhatár közt | 7 km (4 km aszfaltburkolatú, 3 km zúzott kavics)                              | 2013.11.08.                                                                       | [ 42 ]        | 150 millió forint                                                      |
| Tata                          | Tata–Szomód | 0,8 km                                                                        | 2013.11.07.                                                                       | [ 43 ]        | 66 millió forint                                                       |
| Izsák                         | belterület | 8,5 km                                                                        | 2013.10.31.                                                                       | [ 44 ]        | 250 millió forint                                                      |
| Szeghalom–Körösladány         | Külterületi kerékpárút a 47-es főúttal párhuzamosan | 8 km                                                                          | 2013.10.30.                                                                       | [ 45 ]        | 361 millió 879 ezer forint                                             |
| Győr                          | Mészáros Lőrinc út (a Tihanyi Á. és a Fehérvéri utak között), Kandó K. út – Hűtőház út kerékpáros nyomvonal | 3,5 km                                                                        | 2013. október                                                                     | [ 46 ]        | 120 millió forint                                                      |
| Balatonfüred                  | A felső városrészt a Balaton parttal összekötő kerékpárút, amely az Ady Endre utcai postától indul, majd a Kéki-patak mentén halad, végül a Tesco mellett ér ki a 71-es főútra. | 2,5 km                                                                        | 2013.09.30 (az I. szakasz), a 71-es út mentén 2013 őszén valósult meg a beruházás | [ 47 ]        | 200 millió forint                                                      |
| Tatabánya                     | Óváros felől Tata irányába (Az Által-ér völgyi kerékpárút része) | 2 km                                                                          | 2013.09.20.                                                                       | [ 49 ]        | 164 millió forint                                                      |
| Veszprém–Nemesvámos           | Külterületi összekötő kerékpárút a két település közt | 4,1 km                                                                        | 2013.08.21.                                                                       | [ 50 ]        | 367 millió forint                                                      |
| Győr–Abda                     | Győr, Nép utca- Abda, a korábban elkészült kerékpárút végéig | 3,114 km                                                                      | 2013.06.25.                                                                       | [ 51 ]        | 226 millió 709 000 forint                                              |
| Füzesgyarmat                  | Kossuth utca és a városközponttól a piactérig a Mátyás utca kerékpárút felújítása (1597 m), Mátyás utca piactér és a városhatár 1266 m új kerékpárút építése, a városközponttól a Bethlen utcai ESZI központig 396 m, a Széchenyi utcai óvodáig további 306 méter új kerékpárút építése | 1,96888 km (1968,88 m) új kerékpárút, 1,597 km (1597 m) kerékpárút felújítása | 2013. március                                                                     | [ 52 ]        | ----                                                                   |
| Pápa                          | Az új kerékpárutak érintik Várkert utat a Téglagyári útig valamint a Várkertfürdőig, az Igal lakótelepet a Tapolcafőre tartó kerékpárútig, és Tapolcafő belterületét a korábbi bicikliút végétől a református templomig                                                                 | 2,677 km                                                                      | 2013. tavasz                                                                      | [ 53 ]        | 164 millió forint                                                      |
| Szentes                       | Szarvasi úti kerékpárút | 2 km                                                                          | 2013.01.09.                                                                       | [ 54 ]        | 117 millió forint                                                      |
| Várpalota                     | Belterületi kerékpárút, amely a sportcsarnoknál lévő gyalogátkelőhelytől egészen a Loncsos városrészig, a város határáig tart. | 1,5 km                                                                        | 2012 év vége                                                                      | [ 55 ]        | 130 millió forint                                                      |
| Fehérgyarmat                  | Fehérgyarmat-Szatmárnémeti | 49 km (27 km Magyarország, 22 km Románia)                                     | 2012.11.09.                                                                       | [ 56 ]        | 5.633.562 €                                                            |
| Győr                          | Kálvária út – Szigethy Attila út, Bartók B. út – Szent Imre út, Ifjúság körút – Vasvári P. u. – Lajta út, Kálvária út – Tihanyi Á. út közötti kerékpáros nyomvonal | 2,5 km                                                                        | 2012. november                                                                    | [ 46 ]        | 120 millió forint                                                      |
| Fertőújlak                    | Sarród–Fertőújlak | 3,7 km                                                                        | 2012.08.06.                                                                       | [ 57 ]        | 67,8 millió forint                                                     |
| Budapest                      | XVII. kerület Pesti út 501.-Ferihegyi út és a Hegyalatti utca | 7 km                                                                          | 2012.02.14.                                                                       | [ 58 ]        | ---                                                                    |
| Cegléd                        | Budai út | 3,05 km                                                                       | 2011.11.20.                                                                       | [ 59 ]        | 195 millió 246 ezer forint                                             |
| Debrecen                      | Szabó Lőrinc utca-a Bán Imre utcáig | 0,7 km                                                                        | 2011.11.18.                                                                       | [ 60 ]        | 53 millió forint                                                       |
| Újfehértó                     | Mályváskerti településrész | 1,6 km gyalog- és kerékpárút                                                  | 2011.11.09.                                                                       | [ 61 ]        | 79 millió forint                                                       |
| Komló                         | Komló–Mecsekpölöske–Magyarszék | 12 km                                                                         | 2011.10.02.                                                                       | [ 62 ]        | 200 millió forint                                                      |
| Kalocsa                       | Szabó József utca – Mátyás király utca – Ecetgyár utca – Esze Tamás utca – Tomori utcai csomópont – Szent István király út – Szentháromság tér | 2,081 km                                                                      | 2011.09.30.                                                                       | [ 63 ]        | 94 millió 655 ezer forint                                              |
| Dunakeszi                     | Szent István úti csomópont-Liget utca | 3,14 km                                                                       | 2011.08.30.                                                                       | [ 64 ]        | 138,8 millió forint                                                    |
| Mezőkövesd                    | A Lövői úton a vasúttól a város határáig épült belterületi kerékpárút. | 1 km                                                                          | 2010.12.17.                                                                       | [ 65 ]        | 40 millió forint                                                       |
| Monor                         | Belterületi kerékpárút a Kistói út-Kossuth Lajos út-Szélmalom utca közt | 1,28 km                                                                       | 2010.12.03.                                                                       | [ 66 ]        | 67 millió 34 ezer forint                                               |
| Domaszék–Mórahalom–Ásotthalom | Domaszék-Mórahalom-Ásotthalom külterületi kerékpárút | 8,3 km                                                                        | 2010.10.10.                                                                       | [ 67 ]        | 240,5 millió forint                                                    |
| Tihanyi-félsziget             | A diósi elágazót a hajóállomással összekötő kerékpárút. | 2,5 km                                                                        | 2010.06.27.                                                                       | [ 68 ]        | 96 millió forint                                                       |
| Szombathely                   | Dolgozók útja | 2,5 km                                                                        | 2010.04.12.                                                                       | [ 69 ]        | 204 millió forint                                                      |
| Dombóvár–Kaposszekcső         | ---- | 5 km                                                                          | 2010.03.05.                                                                       | [ 70 ]        | 55 millió forint                                                       |
| Lenti–Páka                    | A 7537. jlű összekötőút mentén Lenti-Iklódbördőce-Csömödér-Páka útvonalon. | 4,617 km                                                                      | 2009.12.12.                                                                       | [ 71 ]        | 187,5 millió forint                                                    |
| Karcag–Berekfürdő             | Külterületi kerékpárút a két település közt | 6,7 km                                                                        | 2009.11.13.                                                                       | [ 72 ]        | 302 millió 498 ezer forint                                             |
| Zsurk–Záhony–Győröcske        | Külterületi kerékpárút. | 8,022 km                                                                      | 2009.10.12.                                                                       | [ 73 ]        | 263,5 millió forint                                                    |
| Nyergesújfalu–Bajót           | Kerékpárút a Nyergesújfalu város és Bajót község közt húzódó 1125. számú országos közút mellett | 3,1 km                                                                        | 2009.09.30.                                                                       | [ 74 ]        | 123 millió 963 000 forint                                              |
| Salgótarján                   | Az Eperjes-telepi bekötőúttól a belvároson át a városi sportcsarnokig | min. 3,4 km                                                                   | ---                                                                               | [ 75 ]        | 181 millió                                                             |
| Budapest                      | XIII. kerület Rákos-patak, Röppentyű utca , Pap Károly utca, Kassák Lajos utca, Bulcsú utca, Gogol utca | 3,7 km                                                                        | 2009.07.06.                                                                       | [ 76 ]        | 190 millió forint                                                      |
| Kunszentmárton–Szelevény      | Hármas-Körös jobb parti védőtöltése | 6,7 km                                                                        | 2008.12.16.                                                                       | [ 77 ]        | 191,2 millió forint                                                    |
| Nyergesújfalu                 | Nyergesújfalu–Tát | 4,3 km                                                                        | 2008.08.20.                                                                       | [ 78 ]        | 200 millió                                                             |
| Kondoros                      | A Békésszentandrás–Szarvas–Csabacsűd, Kardos–Kondoros településeket összekötő Körösvölgyi Kerékpárút részeként | 2,26 km                                                                       | 2008.05.29.                                                                       | [ 79 ]        | 79,1 millió forint                                                     |
| Pápa                          | Belváros, valamint Pápa-Tapolcafő közti kerékpárút építése | ---                                                                           | 2008                                                                              | [ 80 ]        | ---                                                                    |
| Kisköre–Poroszló              | Kisköre város és Poroszló település közti kerékpárút. A Tisza-tó körüli kerékpárút részeként épült meg. | 23 km                                                                         | 2007.08.21.                                                                       | [ 81 ]        | 350 millió forint                                                      |
| Tisza-tó                      | Kisköre–Tiszaszőlős–Tiszaderzs–Tiszafüred | 13,7 km                                                                       | 2006.12.18.                                                                       | [ 82 ]        | 315 millió forint (árvízvédelmi és idegenforgalmi beruházás részeként) |
| Hegykő                        | belterület | ----                                                                          | 2006.06.12.                                                                       | [ 83 ]        | 180 millió forint                                                      |
| Karcag                        | Belterületi kerékpárút | 3 km                                                                          | 2002.                                                                             | [ 72 ]        | 40 millió                                                              |
| Besenyőtelek                  | A 33-as főút mellett | 2,64 km                                                                       | ----                                                                              | [ 85 ]        | -                                                                      |
| Bugyi                         | Kossuth Lajos út | 5 km                                                                          | ---                                                                               | [ 86 ]        | 87 millió forint                                                       |
| Bükkábrány                    | Kerékpárút a település és a bánya közt. | -                                                                             | -                                                                                 | [ 87 ]        | -                                                                      |
| Dormánd–Füzesabony            | Bel- és külterületi kerékpárutak a füzesabonyi Hunyadi János úttól, a 33-as főút mentén Dormánd Dózsa György utcáig | 3,552 km                                                                      | ---                                                                               | [ 88 ]        | -                                                                      |
| Eger                          | Külterületi kerékpárút a 25-ös főút mentén. | 0,622 km                                                                      | ---                                                                               | [ 89 ]        | -                                                                      |
| Felsőtárkány–Eger             | 3039 méternyi belterületi kerékpárút, 3280 méternyi külterületi kerékpárút. | 6,319                                                                         | ---                                                                               | [ 90 ]        | -                                                                      |
| Gönyű                         | Belterületi kerékpárút | ---                                                                           | ---                                                                               | [ 91 ]        | ---                                                                    |
| Gyöngyös                      | 2010 méternyi belterületi kerékpárút, 4208 méternyi külterületi kerékpárút a 24-es főút mentén | 6,218 km                                                                      | ---                                                                               | [ 92 ]        | -                                                                      |
| Gyöngyöshalász                | Vasút utcai belterületi kerékpárút | 0,42 km                                                                       | ---                                                                               | [ 93 ]        | -                                                                      |
| Hatvan                        | Kül- és belterületi kerékpárutak a 3-as főút mentén | 1,9 km                                                                        | ---                                                                               | [ 94 ]        | -                                                                      |
| Hatvan–Kerekharaszt           | Külterületi kerékpárút a 3-as főút mentén | 2,524 km                                                                      | ---                                                                               | [ 95 ]        | -                                                                      |
| Heves                         | Kül- és belterületi kerékpárutak a 31-es főút mentén. | 3,958 km                                                                      | ---                                                                               | [ 96 ]        | -                                                                      |
| Kál–Kápolna                   | 2 km külterületi, 445 méternyi belterületi kerékpárút | 2,445 km                                                                      | ---                                                                               | [ 97 ]        | -                                                                      |
| Lőrinci                       | Belterületi kerékpárutak a József Attila úton, a Bajcsy-Zsininszky utcán | 8 km                                                                          | ---                                                                               | [ 98 ]        | ---                                                                    |
| Lőrinci–Petőfibánya           | Külterületi kerékpárút 725 méter, belterületi kerékpárút 725 méter | 1,45 km                                                                       | ---                                                                               | [ 99 ]        | -                                                                      |
| Maklár                        | Belterületi gyalogos- és kerékpárút a Gárdonyi Géza út-Templom tér-Egri út mentén, egészen Nagytályáig. | ----                                                                          | ---                                                                               | [ 100 ]       | ---                                                                    |
| Mezőkövesd–Szihalom           | Szihalom belterületén kiépített gyalog- és kerékpárút, a két település közt kerékpárút húzódik A Zsóry-fürdőig, innen Mezőkövesd belvárosáig kiépített kerékpárút, valamint a Mátyás király út mellett gyalog- és kerékpárút épült.                                                     | 6,051 km                                                                      | --                                                                                | [ 102 ]       | ---                                                                    |
| Pápa                          | A 83-as főút városi szakasza mentén belterületi kerékpárút | ----                                                                          | 1980-as évek második fele                                                         | [ 103 ]       | ---                                                                    |
| Recsk                         | Külterületi kerékpárút a 24-es főút mellett | 0,532 km                                                                      | ---                                                                               | [ 104 ]       | -                                                                      |
| Terpes                        | Belterületi kerékpárút | 0,98 km                                                                       | ---                                                                               | [ 105 ]       |                                                                        |
| Tata-Agostyán                 | Bel- és külterületi kerékpárút | 3,376 km + 0,6 km kerékpársáv                                                 | 2021.                                                                             | [ 106 ]       |                                                                        |
| Tatabánya-Tata                | Bel- és külterületi kerékpárút | 6,8 km                                                                        | 2013.                                                                             | [ 107 ]       |                                                                        |